# Lista de capítulos de Bastard!!
O mangá Bastard!!, escrito e ilustrado por Kazushi Hagiwara, e é publicado pela editora Shueisha. O primeiro capítulo de Bastard!! foi publicado em 1988 na revista Weekly Shōnen Jump, onde foi publicado até 1999, a partir de 2001 passou a ser publicado na revista Ultra Jump, já tendo ultrapassado mais de 130 capítulos lançados atualmente. Nesta página, os capítulos estão listados por Volume, com seus respectivos títulos originais (volumes com seus títulos originais abaixo do traduzido e capítulos com seus títulos originais na coluna secundária). Alguns capítulos saíram apenas na Ultra Jump, não tendo sido lançados na forma de volumes, porém, eles também estarão listados aqui.
No Brasil, é licenciado e publicado pela editora JBC desde julho de 2004.

## Volumes 1~10
| - Gaiden. Mago!! ~O Conquistador Flamejante~ - 1. A Rebelião do Exército das Trevas 1 "Prelúdio" - 2. A Rebelião do Exército das Trevas 2 "Fugitivo" - 3. A Rebelião do Exército das Trevas 3 "Confronto" - 4. A Rebelião do Exército das Trevas 4 "Espionagem" - 5. A Rebelião do Exército das Trevas 5 "Sequestro" - 6. A Rebelião do Exército das Trevas 6 "Ressurreição" - 7. A Rebelião do Exército das Trevas 7 "Invasão" | - Gaiden. WIZARD！！—爆炎の征服者— (Wizard!! ~Bakuen no Seifuku-sha~) - 1. 闇の反逆軍団１「登場」 (Yami no Hangyaku Gundan 1 "Tōjō") - 2. 闇の反逆軍団２「暴走」 (Yami no Hangyaku Gundan 2 "Bōsō") - 3. 闇の反逆軍団３「対決」 (Yami no Hangyaku Gundan 3 "Taiketsu") - 4. 闇の反逆軍団４「偵察」 (Yami no Hangyaku Gundan 4 "Teisatsu") - 5. 闇の反逆軍団５「誘拐」 (Yami no Hangyaku Gundan 5 "Yūkai") - 6. 闇の反逆軍団６「復活」 (Yami no Hangyaku Gundan 6 "Fukkatsu") - 7. 闇の反逆軍団７「進入」 (Yami no Hangyaku Gundan 7 "Shin'nyū") |

| - 8. A Rebelião do Exército das Trevas 8 "Investida" - 9. A Rebelião do Exército das Trevas 9 "Impaciência" - 10. A Rebelião do Exército das Trevas 10 "Responsabilidade" - 11. A Rebelião do Exército das Trevas 11 "Combate" - 12. A Rebelião do Exército das Trevas 12 "Reunião" - 13. A Rebelião do Exército das Trevas 13 "Provocação" - 14. A Rebelião do Exército das Trevas 14 "Decisão" - 15. A Rebelião do Exército das Trevas 15 "Destino" - 16. A Rebelião do Exército das Trevas 16 "Armadilha" - 17. A Rebelião do Exército das Trevas 17 "Contra-Ataque" | - 8. 闇の反逆軍団８「突入」 (Yami no Hangyaku Gundan 8 "Totsunyū") - 9. 闇の反逆軍団９「焦躁」 (Yami no Hangyaku Gundan 9 "Shōsō") - 10. 闇の反逆軍団１０「責任」 (Yami no Hangyaku Gundan 10 "Sekinin") - 11. 闇の反逆軍団１１「戦闘」 (Yami no Hangyaku Gundan 11 "Sentō") - 12. 闇の反逆軍団１２「再会」 (Yami no Hangyaku Gundan 12 "Saikai") - 13. 闇の反逆軍団１３「挑発」 (Yami no Hangyaku Gundan 13 "Chōhatsu") - 14. 闇の反逆軍団１４「決着」 (Yami no Hangyaku Gundan 14 "Ketchaku") - 15. 闇の反逆軍団１５「因縁」 (Yami no Hangyaku Gundan 15 "In'nen") - 16. 闇の反逆軍団１６「陥穽」 (Yami no Hangyaku Gundan 16 "Kansei") - 17. 闇の反逆軍団１７「反撃」 (Yami no Hangyaku Gundan 17 "Hangeki") |

| - 18. A Rebelião do Exército das Trevas 18 "Garoto" - 19. A Rebelião do Exército das Trevas 19 "Petrificação" - 20. A Rebelião do Exército das Trevas 20 "Besta Mágica" - 21. A Rebelião do Exército das Trevas 21 "Encorajamento" - 22. A Rebelião do Exército das Trevas 22 "Vampiro" - 23. A Rebelião do Exército das Trevas 23 "Lobisomem" - 24. A Rebelião do Exército das Trevas 24 "Progenitor" - 25. A Rebelião do Exército das Trevas 25 "Fúria" - 26. A Rebelião do Exército das Trevas 26 "Conde" - 27. A Rebelião do Exército das Trevas 27 "Garras Azuis" | - 18. 闇の反逆軍団１８「少年」 (Yami no Hangyaku Gundan 18 "Shōnen") - 19. 闇の反逆軍団１９「石化」 (Yami no Hangyaku Gundan 19 "Sekika") - 20. 闇の反逆軍団２０「魔獣」 (Yami no Hangyaku Gundan 20 "Majū") - 21. 闇の反逆軍団２１「助勢」 (Yami no Hangyaku Gundan 21 "Josei") - 22. 闇の反逆軍団２２「吸血」 (Yami no Hangyaku Gundan 22 "Kyūketsu") - 23. 闇の反逆軍団２３「牙狼」 (Yami no Hangyaku Gundan 23 "Garō") - 24. 闇の反逆軍団２４「真祖」 (Yami no Hangyaku Gundan 24 "Shinso") - 25. 闇の反逆軍団２５「激怒」 (Yami no Hangyaku Gundan 25 "Gekido") - 26. 闇の反逆軍団２６「伯爵」 (Yami no Hangyaku Gundan 26 "Hakushaku") - 27. 闇の反逆軍団２７「青爪」 (Yami no Hangyaku Gundan 27 "Seisō") |

| - 28. A Rebelião do Exército das Trevas 28 "Decisão" - 29. A Rebelião do Exército das Trevas 29 "Trovões" - 30. A Rebelião do Exército das Trevas 30 "Chegada" - 31. A Rebelião do Exército das Trevas 31 "Destino" - 32. A Rebelião do Exército das Trevas 32 "Profecia" - 33. A Rebelião do Exército das Trevas 33 "Súplica" - 34. A Rebelião do Exército das Trevas 34 "Vôo" - 35. A Rebelião do Exército das Trevas 35 "Mordomo" - 36. A Rebelião do Exército das Trevas 36 "Pós-Morte" - 37. A Rebelião do Exército das Trevas 37 "Passado" | - 28. 闇の反逆軍団２８「決意」 (Yami no Hangyaku Gundan 28 "Ketsui") - 29. 闇の反逆軍団２９「雷神」 (Yami no Hangyaku Gundan 29 "Raijin") - 30. 闇の反逆軍団３０「到着」 (Yami no Hangyaku Gundan 30 "Tōchaku") - 31. 闇の反逆軍団３１「宿命」 (Yami no Hangyaku Gundan 31 "Shukumei") - 32. 闇の反逆軍団３２「預言」 (Yami no Hangyaku Gundan 32 "Yogen") - 33. 闇の反逆軍団３３「哀訴」 (Yami no Hangyaku Gundan 33 "Aiso") - 34. 闇の反逆軍団３４「飛翔」 (Yami no Hangyaku Gundan 34 "Hishō") - 35. 闇の反逆軍団３５「主従」 (Yami no Hangyaku Gundan 35 "Shujū") - 36. 闇の反逆軍団３６「死生」 (Yami no Hangyaku Gundan 36 "Shisei") - 37. 闇の反逆軍団３７「過去」 (Yami no Hangyaku Gundan 37 "Kako") |

| - 38. A Rebelião do Exército das Trevas 38 "Perturbado" - 39. A Rebelião do Exército das Trevas 39 "Desoloração" - 40. A Rebelião do Exército das Trevas 40 "Encerramento" - 41. A Rebelião do Exército das Trevas 41 "Urgente" - 42. A Rebelião do Exército das Trevas 42 "Premissa" - 43. A Rebelião do Exército das Trevas 43 "Despertar" - 44. A Rebelião do Exército das Trevas 44 "Emocionado" - 45. A Rebelião do Exército das Trevas 45 "Triunfo" - 46. A Rebelião do Exército das Trevas 46 "Clava" - 47. A Rebelião do Exército das Trevas 47 "Cooperação" | - 38. 闇の反逆軍団３８「動揺」 (Yami no Hangyaku Gundan 38 "Dōyō") - 39. 闇の反逆軍団３９「変色」 (Yami no Hangyaku Gundan 39 "Henshoku") - 40. 闇の反逆軍団４０「終幕」 (Yami no Hangyaku Gundan 40 "Shūmaku") - 41. 闇の反逆軍団４１「急迫」 (Yami no Hangyaku Gundan 41 "Kyūhaku") - 42. 闇の反逆軍団４２「胎動」 (Yami no Hangyaku Gundan 42 "Taidō") - 43. 闇の反逆軍団４３「覚醒」 (Yami no Hangyaku Gundan 43 "Kakusei") - 44. 闇の反逆軍団４４「感泣」 (Yami no Hangyaku Gundan 44 "Kankyū") - 45. 闇の反逆軍団４５「凱旋」 (Yami no Hangyaku Gundan 45 "Gaisen") - 46. 闇の反逆軍団４６「鎚鉾」 (Yami no Hangyaku Gundan 46 "Meisu") - 47. 闇の反逆軍団４７「協力」 (Yami no Hangyaku Gundan 47 "Kyōryoku") |

| - 48. A Rebelião do Exército das Trevas 48 "Mágica Proibida" - 49. A Rebelião do Exército das Trevas 49 "Escuridão" - 50. A Rebelião do Exército das Trevas 50 "Saída" - 51. A Rebelião do Exército das Trevas 51 "Anel" - 52. A Rebelião do Exército das Trevas 52 "Absorção" - 53. A Rebelião do Exército das Trevas 53 "Batalha Acirrada" - 54. A Rebelião do Exército das Trevas 54 "Espada Amaldiçoada" - 55. A Rebelião do Exército das Trevas 55 "Teste" - 56. A Rebelião do Exército das Trevas 56 "Começando" | - 48. 闇の反逆軍団４８「禁呪」 (Yami no Hangyaku Gundan 48 "Kinju") - 49. 闇の反逆軍団４９「暗黒」 (Yami no Hangyaku Gundan 49 "Ankoku") - 50. 闇の反逆軍団５０「出撃」 (Yami no Hangyaku Gundan 50 "Shutsugeki") - 51. 闇の反逆軍団５１「指輪」 (Yami no Hangyaku Gundan 51 "Yubiwa") - 52. 闇の反逆軍団５２「吸収」 (Yami no Hangyaku Gundan 52 "Kyūshū") - 53. 闇の反逆軍団５３「奮戦」 (Yami no Hangyaku Gundan 53 "Funsen") - 54. 闇の反逆軍団５４「妖刀」 (Yami no Hangyaku Gundan 54 "Yōtō") - 55. 闇の反逆軍団５５「秘剣」 (Yami no Hangyaku Gundan 55 "Hiken") - 56. 闇の反逆軍団５６「始動」 (Yami no Hangyaku Gundan 56 "Shidō") |

| - 57. A Rebelião do Exército das Trevas 57 "Imperador dos Trovões" - 58. A Rebelião do Exército das Trevas 58 "Tornado" - 59. A Rebelião do Exército das Trevas 59 "Metamorfose" - 60. A Rebelião do Exército das Trevas 60 "Tirania" - 61. A Rebelião do Exército das Trevas 61 "Heresia" - 62. A Rebelião do Exército das Trevas 62 "Derrota" - 63. A Rebelião do Exército das Trevas 63 "Combate Mortal" - 64. A Rebelião do Exército das Trevas 64 "Continuação" - 65. A Rebelião do Exército das Trevas 65 "Efeito" | - 57. 闇の反逆軍団５７「雷帝」 (Yami no Hangyaku Gundan 57 "Raitei") - 58. 闇の反逆軍団５８「竜巻」 (Yami no Hangyaku Gundan 58 "Tatsumaki") - 59. 闇の反逆軍団５９「変化」 (Yami no Hangyaku Gundan 59 "Henge") - 60. 闇の反逆軍団６０「暴虐」 (Yami no Hangyaku Gundan 60 "Bōgyaku") - 61. 闇の反逆軍団６１「外道」 (Yami no Hangyaku Gundan 61 "Gedō") - 62. 闇の反逆軍団６２「敗北」 (Yami no Hangyaku Gundan 62 "Haiboku") - 63. 闇の反逆軍団６３「激闘」 (Yami no Hangyaku Gundan 63 "Gekitō") - 64. 闇の反逆軍団６４「承前」 (Yami no Hangyaku Gundan 64 "Shōzen") - 65. 闇の反逆軍団６５「効果」 (Yami no Hangyaku Gundan 65 "Kōka") |

| - 66. A Rebelião do Exército das Trevas 66 "Lacuna" - 67. A Rebelião do Exército das Trevas 67 "União" - 68. A Rebelião do Exército das Trevas 68 "Extinção" - 69. A Rebelião do Exército das Trevas 69 "Ruínas" - 70. Intervalo "A Lenda" - 71. O Réquiem do Inferno 1 "Rebelião" - 72. O Réquiem do Inferno 2 "Transfiguração" - 73. O Réquiem do Inferno 3 "Destino" - Omake. Livro de Magias | - 66. 闇の反逆軍団６６「間隙」 (Yami no Hangyaku Gundan 66 "Kangeki") - 67. 闇の反逆軍団６７「結章」 (Yami no Hangyaku Gundan 67 "Kesshō") - 68. 闇の反逆軍団６８「消滅」 (Yami no Hangyaku Gundan 68 "Shōmetsu") - 69. 闇の反逆軍団６９「終焉」 (Yami no Hangyaku Gundan 69 "Shūen") - 70. INTERMISSION「伝説」 (Intermission "Densetsu") - 71. 地獄の鎮魂歌１「叛旗」 (Jigoku no Chinkonka 1 "Hanki") - 72. 地獄の鎮魂歌２「変貌」 (Jigoku no Chinkonka 2 "Henbō") - 73. 地獄の鎮魂歌３「運命」 (Jigoku no Chinkonka 3 "Unmei") - Omake. SPELL BOOK |

| - 74. O Réquiem do Inferno 4 "Tempestade de Vento" - 75. O Réquiem do Inferno 5 "Amanhecer" | - 74. 地獄の鎮魂歌４「青嵐」 (Jigoku no Chinkonka 4 "Seiran") - 75. 地獄の鎮魂歌５「黎明」 (Jigoku no Chinkonka 5 "Reimei") |

| - 76. O Réquiem do Inferno 6 "Neve e Gelo" - 77. O Réquiem do Inferno 7 "Limite do Diabo" | - 76. 地獄の鎮魂歌６「氷雪」 (Jigoku no Chinkonka 6 "Hyōsetsu") - 77. 地獄の鎮魂歌７「魔境」 (Jigoku no Chinkonka 7 "Makyō") |

## Volumes 11~20
| - 78. Conto Especial Inédito "Trovão Distante" - 79. O Réquiem do Inferno 8 "Guerra Santa I" - 80. O Réquiem do Inferno 9 "Guerra Santa II" | - 78. 特別描き下ろし「遠雷」 (Tokubetsu Kaki Oroshi "Enrai") - 79. 地獄の鎮魂歌８「聖戦 I」 (Jigoku no Chinkonka 6 "Seisen I") - 80. 地獄の鎮魂歌９「聖戦 II」 (Jigoku no Chinkonka 7 "Seisen II") |

| - 81. O Réquiem do Inferno 10 "Guerra Santa III" - 82. O Réquiem do Inferno 11 "Guerra Santa IV" - 83. O Réquiem do Inferno 12 "Acúmulo" | - 81. 地獄の鎮魂歌１０「聖戦 III」 (Jigoku no Chinkonka 10 "Seisen III") - 82. 地獄の鎮魂歌１１「聖戦 IV」 (Jigoku no Chinkonka 11 "Seisen IV") - 83. 地獄の鎮魂歌１２「集結」 (Jigoku no Chinkonka 12 "Shūketsu") |

| - 84. Crime e Punição "Funeral I" - 85. Crime e Punição "Funeral II" | - 84. 罪と罰「葬列 I」 (Tsumi to Batsu "Sōretsu I") - 85. 罪と罰「葬列 II」 (Tsumi to Batsu "Sōretsu II") |

| - 86. Crime e Punição "Nascimento" - 87. Crime e Punição "Batalha Decisiva" - 88. Crime e Punição "Decadência I" - 89. Crime e Punição "Decadência II" | - 86. 罪と罰「誕生」 (Tsumi to Batsu "Tanjō") - 87. 罪と罰「決戦」 (Tsumi to Batsu "Kessen") - 88. 罪と罰「降臨 I」 (Tsumi to Batsu "Kōrin I") - 89. 罪と罰「降臨 II」 (Tsumi to Batsu "Kōrin II") |

| - 90. Crime e Punição "Decadência III" - 91. Crime e Punição "Anjo Caído I" - 92. Crime e Punição "Anjo Caído II" | - 90. 罪と罰「降臨 III」 (Tsumi to Batsu "Kōrin III") - 91. 罪と罰「堕天使 I」 (Tsumi to Batsu "Daten-shi I") - 92. 罪と罰「堕天使 II」 (Tsumi to Batsu "Daten-shi II") |

| - 93. Crime e Punição "Limite Extremo I" - 94. Crime e Punição "Limite Extremo II" | - 93. 罪と罰「極限 I」 (Tsumi to Batsu "Kyokugen I") - 94. 罪と罰「極限 II」 (Tsumi to Batsu "Kyokugen II") |

| - 95. Crime e Punição "Grito Trovejante" - 96. Crime e Punição "Convicção" - 97. Crime e Punição "Canção Sagrada" - 98. Crime e Punição "Purgatório I" | - 95. 罪と罰「號呼」 (Tsumi to Batsu "Sakebi") - 96. 罪と罰「断罪」 (Tsumi to Batsu "Danzai") - 97. 罪と罰「聖歌」 (Tsumi to Batsu "Seika") - 98. 罪と罰「奈落 I」 (Tsumi to Batsu "Naraku I") |

| - 99. Crime e Punição "Purgatório II" - 100. Crime e Punição "Inferno" - 101. Crime e Punição "Fragmento" | - 99. 罪と罰「奈落 II」 (Tsumi to Batsu "Naraku II") - 100. 罪と罰「地獄」 (Tsumi to Batsu "Jigoku") - 101. 罪と罰「断章」 (Tsumi to Batsu "Danshō") |

| - 102. A Lei Imortal I - 103. A Lei Imortal II - 104. A Lei Imortal III - 105. A Lei Imortal IV - 106. A Lei Imortal V | - 102. 背徳の掟 I (Haitoku no Okite I) - 103. 背徳の掟 II (Haitoku no Okite II) - 104. 背徳の掟 III (Haitoku no Okite III) - 105. 背徳の掟 IV (Haitoku no Okite IV) - 106. 背徳の掟 V (Haitoku no Okite V) |

| - 107. A Lei Imortal VI - 108. A Lei Imortal VII - 109. A Lei Imortal VIII - 110. A Lei Imortal IX - 111. A Lei Imortal X - 112. A Lei Imortal XI - 113. A Lei Imortal XII | - 107. 背徳の掟 VI (Haitoku no Okite VI) - 108. 背徳の掟 VII (Haitoku no Okite VII) - 109. 背徳の掟 VIII (Haitoku no Okite VIII) - 110. 背徳の掟 IX (Haitoku no Okite IX) - 111. 背徳の掟 X (Haitoku no Okite X) - 112. 背徳の掟 XI (Haitoku no Okite XI) - 113. 背徳の掟 XII (Haitoku no Okite XII) |

## Volumes 21~Atual
| - 114. A Lei Imortal XIII - 115. A Lei Imortal XIV - 116. A Lei Imortal XV - 117. A Lei Imortal XVI - 118. A Lei Imortal XVII - 119. A Lei Imortal XVIII | - 114. 背徳の掟 XIII (Haitoku no Okite XIII) - 115. 背徳の掟 XIV (Haitoku no Okite XIV) - 116. 背徳の掟 XV (Haitoku no Okite XV) - 117. 背徳の掟 XVI (Haitoku no Okite XVI) - 118. 背徳の掟 XVII (Haitoku no Okite XVII) - 119. 背徳の掟 XVIII (Haitoku no Okite XVIII) |

| - 120. A Lei Imortal XIX - 121. A Lei Imortal XX - 122. A Lei Imortal XXI - 123. A Lei Imortal XXII - 124. A Lei Imortal XXIII - 125. A Lei Imortal XXIV | - 120. 背徳の掟 XIX (Haitoku no Okite XIX) - 121. 背徳の掟 XX (Haitoku no Okite XX) - 122. 背徳の掟 XXI (Haitoku no Okite XXI) - 123. 背徳の掟 XXII (Haitoku no Okite XXII) - 124. 背徳の掟 XXIII (Haitoku no Okite XXIII) - 125. 背徳の掟 XXIV (Haitoku no Okite XXIV) |

| - 126. A Lei Imortal XXV - 127. A Lei Imortal XXVI | - 126. 背徳の掟 XXV (Haitoku no Okite XXV) - 127. 背徳の掟 XXVI (Haitoku no Okite XXVI) |

| - 128. Defensor da Fé I - 129. Defensor da Fé II - 130. Defensor da Fé III - 131. Defensor da Fé IV | - 128. DEFENDER OF THE FAITH I - 129. DEFENDER OF THE FAITH II - 130. DEFENDER OF THE FAITH III - 131. DEFENDER OF THE FAITH IV |

| - 132. Defensor da Fé V - 133. Defensor da Fé VI | - 132. DEFENDER OF THE FAITH V - 133. DEFENDER OF THE FAITH VI |

| - 134. Defensor da Fé VII - 135. Defensor da Fé VIII | - 134. DEFENDER OF THE FAITH VII - 135. DEFENDER OF THE FAITH VIII |

| - 136. O Número da Besta I - 137. O Número da Besta II - 138. O Número da Besta III - 139. O Número da Besta IV - 140. O Número da Besta V | - 136. 魔力の刻印 I (Maryoku no Kokuin I) - 137. 魔力の刻印 II (Maryoku no Kokuin II) - 138. 魔力の刻印 III (Maryoku no Kokuin III) - 139. 魔力の刻印 IV (Maryoku no Kokuin IV) - 140. 魔力の刻印 V (Maryoku no Kokuin V) |

### Capítulos que ainda não foram compilados em volumes
Sem capítulos não compilados.

Sem previsão de lançamento para novos capítulos.